# 伦夫雷拉斯
伦夫雷拉斯，是西班牙拉里奥哈自治区的一个市镇。总面积142平方公里，总人口157人（2001年），人口密度1人/平方公里。